# 小行星5567
小行星5567（5567 Durisen）是一颗绕太阳运转的小行星，为主小行星带小行星。该小行星于1953年3月21日发现。

## 轨道参数
小行星5567的轨道半长轴为2.9421407 UA，离心率为0.219。